# Serie A2 2018-2019 (pallavolo maschile)
La Serie A2 2018-2019 si è svolta dal 13 ottobre 2018 al 5 maggio 2019: al torneo hanno partecipato ventisette squadre di club italiane.

## Regolamento

### Formula
La formula, sviluppata nell'ipotesi originaria di campionato a ventotto formazioni, è stata mantenuta nonostante le domande di ammissioni alla Serie A2 siano state solamente ventisette, con l'inserimento di un turno di riposo invece della ventottesima formazione: le squadre, suddivise in due gironi (il girone bianco da tredici e il girone blu da quattordici) col criterio della serpentina sulla base dei risultati acquisiti nella regular season 2017-2018, hanno disputato un girone all'italiana, con gare di andata e ritorno, per un totale di ventisei giornate. Al termine della regular season:
- Il Club Italia, già certo della partecipazione alla Serie A2 2019-20[2], ha concluso la stagione indipendentemente dal risultato acquisito sul campo e dall'eventuale qualificazione alla post-season[5]; tutte le formazioni del girone blu che hanno terminato la stagione regolare in una posizione di classifica peggiore sono state "riclassificate" guadagnando una posizione.
- Le prime quattro classificate di ogni girone hanno avuto accesso ai play-off promozione, con abbinamenti incrociati in funzione del posizionamento in classifica al termine di ciascun girone, organizzati in quarti di finale, semifinali (entrambi giocati al meglio di due vittorie su tre gare e la disputa dell'eventuale gara-3 in casa della formazione meglio classificata nella stagione regolare) e finale (giocata al meglio di tre vittorie su cinque gare e la disputa dell'eventuale gara-5 in casa della formazione meglio classificata): in caso di abbinamento fra due formazioni che abbiano raggiunto lo stesso posizionamento in classifica nei due gironi, viene considerata miglior classificata quella con migliore quoziente di classifica avulsa (rapporto fra punti in classifica e gare disputate). Come posizionamento in classifica delle formazioni del girone blu che seguono il Club Italia si considera quello effettivo al termine della regular season, senza considerare l'eventuale riclassificazione: la vincitrice è promossa in Superlega, mentre le altre formazioni impegnate nei play-off promozione guadagnano il diritto di partecipazione alla Serie A2.
- Le formazioni classificate dal quinto al dodicesimo posto di ogni girone hanno avuto accesso ai play-off per il mantenimento della categoria nella stagione 2019-20, organizzati in ottavi di finale, quarti di finale e semifinali con organizzazione analoga a quella dei play-off promozione. Le due vincitrici dei play-off guadagnano il diritto di partecipazione alla Serie A2, mentre le altre impegnate nei play-off vengono retrocesse nella neonata Serie A3.
- L'ultima classificata del girone bianco e l'ultima classificata del girone blu retrocedono nella neonata Serie A3.

### Criteri di classifica
Se il risultato finale è stato di 3-0 o 3-1 sono stati assegnati 3 punti alla squadra vincente e 0 a quella sconfitta, se il risultato finale è stato di 3-2 sono stati assegnati 2 punti alla squadra vincente e 1 a quella sconfitta.
L'ordine del posizionamento in classifica è stato definito in base a:
- Punti;
- Numero di partite vinte;
- Ratio dei set vinti/persi;
- Ratio dei punti realizzati/subiti.

## Squadre partecipanti
Le squadre neopromosse dalla Serie B sono state l'APD Roma, la Campeginese, il Cisano, il Leverano, il Prata e la Top Volley Lamezia, vincitrici dei play-off promozione.
Delle squadre aventi il diritto di partecipazione:
- La Campeginese e il Civita Castellana hanno ceduto il titolo sportivo al Cuneo e alla You Energy, le quali sono state ammesse in Serie A2.

Per integrare l'organico delle squadre sono state ripescate il Massa, la Pag Taviano, il Volley Catania.
Per volere della FIPAV il Club Italia è stato ammesso in Serie A2.

### Girone bianco
| Club                | Stagione | Città                 | Impianto                   | Stagione precedente                                           |
| ------------------- | -------- | --------------------- | -------------------------- | ------------------------------------------------------------- |
| Alessano            | dettagli | Alessano              | Palazzetto dello Sport     | 2ª in Serie A2 (pool B); ottavi di finale play-off promozione |
| APD Roma            | dettagli | Roma                  | PalaHoney Sport            | 1ª in Serie B (girone F); vincitrice play-off promozione      |
| Atlantide Brescia   | dettagli | Brescia               | PalaSanFilippo             | 6ª in Serie A2 (pool A); quarti di finale play-off promozione |
| Leverano            | dettagli | Leverano              | PalaIngrosso               | 1ª in Serie B (girone G); vincitrice play-off promozione      |
| Lupi Santa Croce    | dettagli | Santa Croce sull'Arno | PalaParenti                | 2ª in Serie A2 (pool A); quarti di finale play-off promozione |
| Macerata            | dettagli | Macerata              | PalaFontescodella          | 2ª in Serie B (girone E); terza fase play-off promozione      |
| Marconi             | dettagli | Spoleto               | PalaRota                   | 7ª in Serie A2 (pool A); finale play-off promozione           |
| Massa               | dettagli | Massa                 | Palestra La Bastia         | 6ª in Serie A2 (pool C); finale play-out                      |
| Mondovì             | dettagli | Mondovì               | PalaManera                 | 4ª in Serie A2 (pool B)                                       |
| Potentino           | dettagli | Potenza Picena        | PalaCivitanova             | 7ª in Serie A2 (pool B); vincitrice spareggi play-out         |
| Rinascita Lagonegro | dettagli | Lagonegro             | PalaAlberti                | 5ª in Serie A2 (pool C); vincitrice finale play-out           |
| Top Volley Lamezia  | dettagli | Lamezia Terme         | Palasport Domenico Ferraro | 1ª in Serie B (girone H); vincitrice play-off promozione      |
| Tricolore           | dettagli | Reggio nell'Emilia    | PalaBigi                   | 8ª in Serie A2 (pool B); vincitrice finale play-out           |

### Girone blu
| Club             | Stagione | Città              | Impianto                        | Stagione precedente                                           |
| ---------------- | -------- | ------------------ | ------------------------------- | ------------------------------------------------------------- |
| Volley Catania   | dettagli | Catania            | PalaCatania                     | 4ª in Serie A2 (pool C); finale play-out                      |
| Cisano           | dettagli | Cisano Bergamasco  | Palazzetto Pozzoni              | 1ª in Serie B (girone B); vincitrice play-off promozione      |
| Club Italia      | dettagli | Roma               | Palazzetto Aeronautica Militare | 3ª in Serie A2 (pool C); vincitrice finale play-out           |
| Cuneo            | dettagli | Cuneo              | PalaCastagnaretta               | 4ª in Serie B (girone A)                                      |
| Impavida Ortona  | dettagli | Ortona             | Palasport Comunale              | 5ª in Serie A2 (pool B)                                       |
| Libertas Brianza | dettagli | Cantù              | PalaParini                      | 6ª in Serie A2 (pool B)                                       |
| M&G              | dettagli | Grottazzolina      | Palasport Grottazzolina         | 8ª in Serie A2 (pool A); spareggi play-off promozione         |
| Materdomini      | dettagli | Castellana Grotte  | PalaGrotte                      | 1ª in Serie A2 (pool C); vincitrice spareggi play-out         |
| New Real Gioia   | dettagli | Gioia del Colle    | PalaCapurso                     | 1ª in Serie A2 (pool B); semifinali play-off promozione       |
| Olimpia Bergamo  | dettagli | Bergamo            | Palazzetto dello sport          | 3ª in Serie A2 (pool A); semifinali play-off promozione       |
| Pag Taviano      | dettagli | Taviano            | PalaIngrosso                    | 2ª in Serie A2 (pool C); finale play-out                      |
| Prata            | dettagli | Prata di Pordenone | PalaPrata                       | 1ª in Serie B (girone C); vincitrice play-off promozione      |
| Tuscania         | dettagli | Tuscania           | PalaMalè                        | 4ª in Serie A2 (pool A); quarti di finale play-off promozione |
| You Energy       | dettagli | Piacenza           | PalaBanca                       | -                                                             |

## Torneo

### Regular season

#### Girone bianco

##### Risultati
| Prima giornata |                                        |         |                            |
|                |                                        |         |                            |
| Riposa:        | Mondovì                                | Mondovì | Mondovì                    |
| 13-10          | Marconi - Alessano                     | 3-1     | 25-21, 24-26, 25-20, 25-19 |
| 14-10          | Potentino - Atlantide Brescia          | 1-3     | 28-26, 19-25, 17-25, 21-25 |
| 14-10          | Tricolore - Leverano                   | 3-0     | 30-28, 26-24, 25-18        |
| 14-10          | Rinascita Lagonegro - Lupi Santa Croce | 3-0     | 25-20, 25-18, 25-15        |
| 14-10          | Massa - Top Volley Lamezia             | 3-0     | 25-19, 25-20, 25-20        |
| 14-10          | Macerata - APD Roma                    | 3-0     | 25-18, 25-22, 30-28        |

| Seconda giornata |                                         |           |                                   |
|                  |                                         |           |                                   |
| Riposa:          | Tricolore                               | Tricolore | Tricolore                         |
| 20-10            | Lupi Santa Croce - Potentino            | 2-3       | 25-27, 22-25, 25-23, 25-20, 14-16 |
| 21-10            | Atlantide Brescia - Rinascita Lagonegro | 3-0       | 25-19, 25-16, 25-18               |
| 21-10            | Alessano - Macerata                     | 3-2       | 23-25, 25-21, 20-25, 25-17, 15-9  |
| 21-10            | Top Volley Lamezia - Mondovì            | 0-3       | 19-25, 20-25, 17-25               |
| 21-10            | Leverano - Massa                        | 3-0       | 25-22, 28-26, 25-19               |
| 21-10            | APD Roma - Marconi                      | 0-3       | 22-25, 20-25, 16-25               |

| Terza giornata |                                |         |                                  |
|                |                                |         |                                  |
| Riposa:        | Marconi                        | Marconi | Marconi                          |
| 28-10          | Mondovì - Lupi Santa Croce     | 3-1     | 25-20, 25-15, 22-25, 25-20       |
| 28-10          | Potentino - Top Volley Lamezia | 3-0     | 25-20, 25-19, 25-18              |
| 28-10          | Tricolore - Atlantide Brescia  | 0-3     | 23-25, 21-25, 23-25              |
| 28-10          | Rinascita Lagonegro - APD Roma | 3-0     | 25-22, 25-19, 25-17              |
| 28-10          | Massa - Alessano               | 3-0     | 25-17, 25-21, 25-22              |
| 28-10          | Macerata - Leverano            | 3-2     | 20-25, 22-25, 25-15, 25-18, 15-7 |

| Quarta giornata |                                        |          |                                   |
|                 |                                        |          |                                   |
| Riposa:         | APD Roma                               | APD Roma | APD Roma                          |
| 01-11           | Lupi Santa Croce - Macerata            | 3-0      | 25-19, 25-20, 25-17               |
| 01-11           | Marconi - Massa                        | 2-3      | 25-18, 25-21, 24-26, 23-25, 11-15 |
| 01-11           | Alessano - Rinascita Lagonegro         | 3-0      | 25-21, 25-21, 25-22               |
| 01-11           | Tricolore - Potentino                  | 3-1      | 25-21, 25-19, 22-25, 25-14        |
| 01-11           | Top Volley Lamezia - Atlantide Brescia | 0-3      | 21-25, 20-25, 16-25               |
| 01-11           | Leverano - Mondovì                     | 1-3      | 15-25, 18-25, 27-25, 19-25        |

| Quinta giornata |                                       |           |                                  |
|                 |                                       |           |                                  |
| Riposa:         | Potentino                             | Potentino | Potentino                        |
| 04-11           | Atlantide Brescia - Leverano          | 3-1       | 25-21, 25-19, 20-25, 25-21       |
| 04-11           | Mondovì - Alessano                    | 3-1       | 25-18, 16-25, 28-26, 25-19       |
| 04-11           | Rinascita Lagonegro - Tricolore       | 2-3       | 23-25, 25-20, 30-28, 20-25, 8-15 |
| 04-11           | Top Volley Lamezia - Lupi Santa Croce | 0-3       | 20-25, 20-25, 22-25              |
| 04-11           | Massa - APD Roma                      | 3-1       | 25-27, 25-14, 25-17, 25-20       |
| 04-11           | Macerata - Marconi                    | 0-3       | 15-25, 19-25, 16-25              |

| Sesta giornata |                                |                  |                                   |
|                |                                |                  |                                   |
| Riposa:        | Lupi Santa Croce               | Lupi Santa Croce | Lupi Santa Croce                  |
| 11-11          | Marconi - Mondovì              | 2-3              | 25-21, 20-25, 16-25, 25-20, 13-15 |
| 10-11          | Alessano - Top Volley Lamezia  | 2-3              | 25-22, 25-27, 21-25, 25-20, 11-15 |
| 11-11          | Tricolore - Massa              | 3-0              | 29-27, 25-14, 25-19               |
| 11-11          | Leverano - Potentino           | 1-3              | 26-24, 29-31, 24-26, 24-26        |
| 11-11          | APD Roma - Atlantide Brescia   | 0-3              | 19-25, 25-27, 23-25               |
| 11-11          | Macerata - Rinascita Lagonegro | 3-2              | 16-25, 25-21, 18-25, 25-22, 15-9  |

| Settima giornata |                               |       |                                   |
|                  |                               |       |                                   |
| Riposa:          | Massa                         | Massa | Massa                             |
| 17-11            | Lupi Santa Croce - APD Roma   | 3-0   | 25-20, 25-22, 25-21               |
| 18-11            | Atlantide Brescia - Alessano  | 3-1   | 25-16, 21-25, 25-17, 25-20        |
| 18-11            | Mondovì - Tricolore           | 3-0   | 25-22, 25-19, 25-18               |
| 18-11            | Potentino - Macerata          | 2-3   | 25-22, 25-16, 20-25, 22-25, 12-15 |
| 18-11            | Rinascita Lagonegro - Marconi | 1-3   | 22-25, 23-25, 25-19, 27-29        |
| 18-11            | Top Volley Lamezia - Leverano | 3-1   | 25-16, 25-20, 20-25, 25-22        |

| Ottava giornata |                               |                     |                                   |
|                 |                               |                     |                                   |
| Riposa:         | Rinascita Lagonegro           | Rinascita Lagonegro | Rinascita Lagonegro               |
| 25-11           | Marconi - Atlantide Brescia   | 0-3                 | 23-25, 16-25, 21-25               |
| 25-11           | Alessano - Tricolore          | 2-3                 | 24-26, 25-23, 20-25, 25-16, 18-20 |
| 25-11           | Leverano - Lupi Santa Croce   | 2-3                 | 25-22, 25-19, 13-25, 17-25, 13-15 |
| 25-11           | APD Roma - Potentino          | 1-3                 | 25-16, 23-25, 20-25, 19-25        |
| 25-11           | Massa - Mondovì               | 1-3                 | 25-22, 20-25, 24-26, 19-25        |
| 24-11           | Macerata - Top Volley Lamezia | 3-1                 | 25-20, 25-23, 24-26, 25-21        |

| Nona giornata |                                      |          |                                   |
|               |                                      |          |                                   |
| Riposa:       | Alessano                             | Alessano | Alessano                          |
| 01-12         | Atlantide Brescia - Lupi Santa Croce | 3-2      | 19-25, 25-17, 25-20, 22-25, 15-13 |
| 02-12         | Mondovì - Potentino                  | 3-0      | 25-21, 25-19, 25-23               |
| 02-12         | Tricolore - Marconi                  | 3-1      | 26-24, 23-25, 25-15, 25-22        |
| 02-12         | Top Volley Lamezia - APD Roma        | 0-3      | 20-25, 13-25, 23-25               |
| 02-12         | Leverano - Rinascita Lagonegro       | 1-3      | 20-25, 20-25, 25-20, 20-25        |
| 02-12         | Massa - Macerata                     | 3-2      | 27-29, 25-15, 25-14, 23-25, 15-10 |

| Decima giornata |                              |                    |                                   |
|                 |                              |                    |                                   |
| Riposa:         | Top Volley Lamezia           | Top Volley Lamezia | Top Volley Lamezia                |
| 08-12           | Lupi Santa Croce - Tricolore | 3-2                | 17-25, 17-25, 25-22, 25-20, 15-13 |
| 09-12           | Marconi - Leverano           | 3-0                | 25-18, 25-18, 25-16               |
| 09-12           | Potentino - Alessano         | 3-1                | 25-17, 25-14, 20-25, 25-22        |
| 09-12           | Rinascita Lagonegro - Massa  | 3-1                | 25-23, 25-19, 18-25, 25-14        |
| 09-12           | APD Roma - Mondovì           | 0-3                | 18-25, 25-27, 22-25               |
| 09-12           | Macerata - Atlantide Brescia | 2-3                | 22-25, 22-25, 25-17, 25-15, 12-15 |

| Undicesima giornata |                               |                   |                                  |
|                     |                               |                   |                                  |
| Riposa:             | Atlantide Brescia             | Atlantide Brescia | Atlantide Brescia                |
| 16-12               | Marconi - Top Volley Lamezia  | 3-1               | 25-23, 23-25, 25-17, 25-20       |
| 16-12               | Alessano - Lupi Santa Croce   | 2-3               | 25-18, 22-25, 25-13, 15-25, 8-15 |
| 15-12               | Mondovì - Rinascita Lagonegro | 3-0               | 33-31, 25-17, 25-19              |
| 16-12               | Tricolore - Macerata          | 3-0               | 25-20, 25-23, 25-21              |
| 15-12               | Leverano - APD Roma           | 3-0               | 25-14, 30-28, 25-16              |
| 16-12               | Massa - Potentino             | 1-3               | 25-21, 23-25, 21-25, 22-25       |

| Dodicesima giornata |                                 |          |                                   |
|                     |                                 |          |                                   |
| Riposa:             | Leverano                        | Leverano | Leverano                          |
| 22-12               | Lupi Santa Croce - Marconi      | 2-3      | 25-16, 20-25, 25-16, 20-25, 11-15 |
| 23-12               | Atlantide Brescia - Massa       | 3-2      | 25-22, 22-25, 25-21, 26-28, 15-11 |
| 23-12               | Potentino - Rinascita Lagonegro | 2-3      | 28-26, 19-25, 25-16, 23-25, 12-15 |
| 22-12               | Top Volley Lamezia - Tricolore  | 0-3      | 23-25, 16-25, 21-25               |
| 23-12               | APD Roma - Alessano             | 1-3      | 23-25, 27-29, 25-23, 20-25        |
| 23-12               | Macerata - Mondovì              | 3-1      | 25-18, 17-25, 28-26, 25-21        |

| Tredicesima giornata |                                         |          |                                   |
|                      |                                         |          |                                   |
| Riposa:              | Macerata                                | Macerata | Macerata                          |
| 26-12                | Marconi - Potentino                     | 3-0      | 25-17, 28-26, 25-16               |
| 26-12                | Alessano - Leverano                     | 1-3      | 14-25, 25-23, 17-25, 22-25        |
| 26-12                | Mondovì - Atlantide Brescia             | 2-3      | 25-21, 27-25, 21-25, 23-25, 18-20 |
| 26-12                | Tricolore - APD Roma                    | 3-0      | 25-22, 25-22, 25-18               |
| 26-12                | Rinascita Lagonegro - T. Volley Lamezia | 3-0      | 25-19, 25-15, 25-20               |
| 26-12                | Massa - Lupi Santa Croce                | 3-0      | 26-24, 25-18, 28-26               |

| Quattordicesima giornata |                                        |         |                            |
|                          |                                        |         |                            |
| Riposa:                  | Mondovì                                | Mondovì | Mondovì                    |
| 30-12                    | Alessano - Marconi                     | 1-3     | 19-25, 25-23, 22-25, 19-25 |
| 30-12                    | Atlantide Brescia - Potentino          | 1-3     | 27-25, 18-25, 20-25, 22-25 |
| 06-02                    | Leverano - Tricolore                   | 0-3     | 23-25, 23-25, 20-25        |
| 29-12                    | Lupi Santa Croce - Rinascita Lagonegro | 3-0     | 25-23, 25-23, 25-21        |
| 30-12                    | Top Volley Lamezia - Massa             | 0-3     | 14-25, 19-25, 11-25        |
| 30-12                    | APD Roma - Macerata                    | 3-1     | 14-25, 25-19, 25-21, 26-24 |

| Quindicesima giornata |                                         |           |                            |
|                       |                                         |           |                            |
| Riposa:               | Tricolore                               | Tricolore | Tricolore                  |
| 05-01                 | Potentino - Lupi Santa Croce            | 3-1       | 21-25, 25-17, 25-16, 25-19 |
| 06-01                 | Rinascita Lagonegro - Atlantide Brescia | 3-0       | 25-22, 25-15, 25-23        |
| 06-01                 | Macerata - Alessano                     | 3-1       | 25-21, 28-30, 25-20, 25-18 |
| 30-01                 | Mondovì - Top Volley Lamezia            | 3-0       | 25-15, 25-21, 25-20        |
| 24-01                 | Massa - Leverano                        | 3-0       | 25-20, 28-26, 25-17        |
| 06-01                 | Marconi - APD Roma                      | 3-0       | 25-17, 25-16, 25-21        |

| Sedicesima giornata |                                |         |                                   |
|                     |                                |         |                                   |
| Riposa:             | Marconi                        | Marconi | Marconi                           |
| 13-01               | Lupi Santa Croce - Mondovì     | 0-3     | 22-25, 20-25, 20-25               |
| 13-01               | Top Volley Lamezia - Potentino | 3-2     | 19-25, 18-25, 25-23, 30-28, 15-11 |
| 13-01               | Atlantide Brescia - Tricolore  | 3-0     | 25-20, 25-21, 25-21               |
| 13-01               | APD Roma - Rinascita Lagonegro | 3-0     | 25-20, 25-23, 25-23               |
| 13-01               | Alessano - Massa               | 2-3     | 22-25, 25-20, 29-31, 27-25, 13-15 |
| 13-01               | Leverano - Macerata            | 3-1     | 22-25, 25-20, 25-20, 25-20        |

| Diciassettesima giornata |                                        |          |                                   |
|                          |                                        |          |                                   |
| Riposa:                  | APD Roma                               | APD Roma | APD Roma                          |
| 20-01                    | Macerata - Lupi Santa Croce            | 0-3      | 23-25, 23-25, 19-25               |
| 20-01                    | Massa - Marconi                        | 3-0      | 25-18, 26-24, 25-23               |
| 19-01                    | Rinascita Lagonegro - Alessano         | 3-0      | 25-20, 25-19, 25-14               |
| 20-01                    | Potentino - Tricolore                  | 3-2      | 25-21, 18-25, 20-25, 25-23, 15-12 |
| 20-01                    | Atlantide Brescia - Top Volley Lamezia | 3-2      | 23-25, 24-26, 25-15, 25-20, 15-9  |
| 20-01                    | Mondovì - Leverano                     | 3-0      | 25-0, 25-0, 25-0                  |

| Diciottesima giornata |                                       |           |                                   |
|                       |                                       |           |                                   |
| Riposa:               | Potentino                             | Potentino | Potentino                         |
| 27-01                 | Leverano - Atlantide Brescia          | 3-1       | 27-25, 22-25, 26-24, 25-21        |
| 27-01                 | Alessano - Mondovì                    | 0-3       | 18-25, 23-25, 23-25               |
| 26-01                 | Tricolore - Rinascita Lagonegro       | 3-1       | 25-21, 25-21, 17-25, 25-18        |
| 27-01                 | Lupi Santa Croce - Top Volley Lamezia | 3-0       | 25-19, 25-22, 25-20               |
| 27-01                 | APD Roma - Massa                      | 3-2       | 20-25, 25-16, 25-20, 14-25, 23-21 |
| 27-01                 | Marconi - Macerata                    | 3-2       | 21-25, 21-25, 25-16, 25-17, 15-13 |

| Diciannovesima giornata |                                |                  |                                   |
|                         |                                |                  |                                   |
| Riposa:                 | Lupi Santa Croce               | Lupi Santa Croce | Lupi Santa Croce                  |
| 03-02                   | Mondovì - Marconi              | 3-0              | 25-21, 25-19, 25-21               |
| 03-02                   | Top Volley Lamezia - Alessano  | 0-3              | 21-25, 26-28, 21-25               |
| 02-02                   | Massa - Tricolore              | 3-2              | 28-26, 20-25, 22-25, 25-21, 16-14 |
| 03-02                   | Potentino - Leverano           | 3-0              | 27-25, 25-17, 25-22               |
| 03-02                   | Atlantide Brescia - APD Roma   | 3-0              | 25-23, 25-22, 33-31               |
| 03-02                   | Rinascita Lagonegro - Macerata | 3-1              | 25-20, 25-10, 24-26, 31-29        |

| Ventesima giornata |                               |       |                            |
|                    |                               |       |                            |
| Riposa:            | Massa                         | Massa | Massa                      |
| 16-02              | APD Roma - Lupi Santa Croce   | 3-1   | 25-22, 25-18, 25-27, 25-22 |
| 17-02              | Alessano - Atlantide Brescia  | 3-1   | 22-25, 25-23, 32-30, 25-21 |
| 17-02              | Tricolore - Mondovì           | 3-1   | 25-22, 25-22, 19-25, 25-23 |
| 17-02              | Macerata - Potentino          | 0-3   | 27-29, 21-25, 22-25        |
| 17-02              | Marconi - Rinascita Lagonegro | 3-0   | 25-20, 25-20, 25-18        |
| 17-02              | Leverano - Top Volley Lamezia | 3-0   | 25-20, 25-14, 25-11        |

| Ventunesima giornata |                               |                     |                                   |
|                      |                               |                     |                                   |
| Riposa:              | Rinascita Lagonegro           | Rinascita Lagonegro | Rinascita Lagonegro               |
| 24-02                | Atlantide Brescia - Marconi   | 3-1                 | 18-25, 25-22, 25-19, 25-23        |
| 24-02                | Tricolore - Alessano          | 3-0                 | 25-20, 25-19, 25-21               |
| 24-02                | Lupi Santa Croce - Leverano   | 3-2                 | 25-20, 25-20, 21-25, 19-25, 15-10 |
| 24-02                | Potentino - APD Roma          | 3-0                 | 25-21, 25-19, 25-22               |
| 24-02                | Mondovì - Massa               | 3-0                 | 25-22, 25-16, 25-22               |
| 24-02                | Top Volley Lamezia - Macerata | 0-3                 | 18-25, 18-25, 23-25               |

| Ventiduesima giornata |                                      |          |                                   |
|                       |                                      |          |                                   |
| Riposa:               | Alessano                             | Alessano | Alessano                          |
| 03-03                 | Lupi Santa Croce - Atlantide Brescia | 3-2      | 19-25, 25-20, 25-22, 23-25, 15-13 |
| 03-03                 | Potentino - Mondovì                  | 0-3      | 25-27, 23-25, 15-25               |
| 03-03                 | Marconi - Tricolore                  | 3-1      | 25-23, 17-25, 25-22, 25-16        |
| 03-03                 | APD Roma - Top Volley Lamezia        | 3-1      | 25-18, 25-21, 18-25, 25-21        |
| 03-03                 | Rinascita Lagonegro - Leverano       | 3-1      | 25-21, 25-15, 12-25, 25-19        |
| 03-03                 | Macerata - Massa                     | 3-0      | 28-26, 25-20, 25-14               |

| Ventitreesima giornata |                              |                    |                                   |
|                        |                              |                    |                                   |
| Riposa:                | Top Volley Lamezia           | Top Volley Lamezia | Top Volley Lamezia                |
| 10-03                  | Tricolore - Lupi Santa Croce | 3-1                | 25-20, 21-25, 26-24, 25-21        |
| 10-03                  | Leverano - Marconi           | 3-2                | 17-25, 25-23, 23-25, 25-22, 15-13 |
| 10-03                  | Alessano - Potentino         | 2-3                | 23-25, 25-23, 22-25, 25-19, 12-15 |
| 10-03                  | Massa - Rinascita Lagonegro  | 1-3                | 25-21, 18-25, 21-25, 23-25        |
| 10-03                  | Mondovì - APD Roma           | 3-1                | 25-19, 26-24, 17-25, 28-26        |
| 10-03                  | Atlantide Brescia - Macerata | 3-2                | 25-19, 21-25, 25-15, 23-25, 15-11 |

| Ventiquattresima giornata |                               |                   |                                   |
|                           |                               |                   |                                   |
| Riposa:                   | Atlantide Brescia             | Atlantide Brescia | Atlantide Brescia                 |
| 17-03                     | Top Volley Lamezia - Marconi  | 1-3               | 18-25, 19-25, 25-21, 27-29        |
| 16-03                     | Lupi Santa Croce - Alessano   | 3-0               | 25-20, 25-17, 25-21               |
| 17-03                     | Rinascita Lagonegro - Mondovì | 3-0               | 25-23, 25-22, 25-20               |
| 17-03                     | Macerata - Tricolore          | 3-2               | 25-16, 21-25, 18-25, 25-17, 15-12 |
| 17-03                     | APD Roma - Leverano           | 0-3               | 20-25, 20-25, 18-25               |
| 17-03                     | Potentino - Massa             | 3-2               | 25-23, 25-20, 23-25, 22-25, 17-15 |

| Venticinquesima giornata |                                 |          |                                  |
|                          |                                 |          |                                  |
| Riposa:                  | Leverano                        | Leverano | Leverano                         |
| 24-03                    | Marconi - Lupi Santa Croce      | 3-0      | 25-19, 25-21, 25-18              |
| 24-03                    | Massa - Atlantide Brescia       | 3-2      | 23-25, 22-25, 25-19, 25-19, 15-9 |
| 24-03                    | Rinascita Lagonegro - Potentino | 3-0      | 25-22, 25-18, 25-18              |
| 24-03                    | Tricolore - Top Volley Lamezia  | 3-0      | 25-10, 25-20, 25-23              |
| 24-03                    | Alessano - APD Roma             | 1-3      | 20-25, 22-25, 26-24, 19-25       |
| 24-03                    | Mondovì - Macerata              | 1-3      | 23-25, 18-25, 25-23, 23-25       |

| Ventiseiesima giornata |                                   |          |                                   |
|                        |                                   |          |                                   |
| Riposa:                | Macerata                          | Macerata | Macerata                          |
| 30-03                  | Potentino - Marconi               | 1-3      | 17-25, 25-18, 15-25, 20-25        |
| 30-03                  | Leverano - Alessano               | 2-3      | 28-26, 23-25, 19-25, 25-23, 12-15 |
| 30-03                  | Atlantide Brescia - Mondovì       | 1-3      | 22-25, 18-25, 25-20, 13-25        |
| 30-03                  | APD Roma - Tricolore              | 3-2      | 25-20, 21-25, 23-25, 25-19, 15-13 |
| 30-03                  | Top Volley Lamezia - R. Lagonegro | 2-3      | 19-25, 25-21, 25-14, 22-25, 11-15 |
| 30-03                  | Lupi Santa Croce - Massa          | 2-3      | 26-24, 18-25, 25-21, 20-25, 11-15 |

##### Classifica
| Pos. | Squadra             | Pt | G  | V  | P  | SV | SP | Ratio | PF    | PS    | Ratio |
| ---- | ------------------- | -- | -- | -- | -- | -- | -- | ----- | ----- | ----- | ----- |
| 1.   | Mondovì             | 57 | 24 | 19 | 5  | 62 | 23 | 2,696 | 2 048 | 1 760 | 1,164 |
| 2.   | Marconi             | 49 | 24 | 16 | 8  | 56 | 35 | 1,600 | 2 086 | 1 925 | 1,084 |
| 3.   | Tricolore           | 48 | 24 | 15 | 9  | 56 | 36 | 1,556 | 2 105 | 1 988 | 1,059 |
| 4.   | Atlantide Brescia   | 47 | 24 | 17 | 7  | 59 | 37 | 1,595 | 2 194 | 2 088 | 1,051 |
| 5.   | Rinascita Lagonegro | 42 | 24 | 14 | 10 | 48 | 39 | 1,231 | 1 973 | 1 888 | 1,045 |
| 6.   | Potentino           | 41 | 24 | 14 | 10 | 51 | 44 | 1,159 | 2 131 | 2 121 | 1,005 |
| 7.   | Massa               | 36 | 24 | 13 | 11 | 49 | 46 | 1,065 | 2 141 | 2 087 | 1,026 |
| 8.   | Lupi Santa Croce    | 35 | 24 | 12 | 12 | 48 | 46 | 1,043 | 2 027 | 2 048 | 0,990 |
| 9.   | Macerata            | 34 | 24 | 11 | 13 | 46 | 51 | 0,902 | 2 092 | 2 143 | 0,976 |
| 10.  | Leverano            | 27 | 24 | 8  | 16 | 38 | 53 | 0,717 | 1 929 | 2 066 | 0,934 |
| 11.  | APD Roma            | 22 | 24 | 8  | 16 | 28 | 56 | 0,500 | 1 851 | 1 992 | 0,929 |
| 12.  | Alessano            | 21 | 24 | 6  | 18 | 36 | 60 | 0,600 | 2 082 | 2 225 | 0,936 |
| 13.  | Top Volley Lamezia  | 9  | 24 | 3  | 21 | 17 | 68 | 0,250 | 1 704 | 2 032 | 0,839 |

      Qualificata ai play-off promozione.
      Qualificata ai play-off.
      Retrocessa in Serie A3.

#### Girone blu

##### Risultati
| Prima giornata |                                   |     |                                   |
|                |                                   |     |                                   |
| 14-10          | Tuscania - Club Italia            | 0-3 | 15-25, 22-25, 23-25               |
| 14-10          | New Real Gioia - Cuneo            | 3-1 | 20-25, 25-15, 25-17, 25-20        |
| 14-10          | Impavida Ortona - Olimpia Bergamo | 0-3 | 22-25, 19-25, 17-25               |
| 14-10          | Libertas Brianza - You Energy     | 1-3 | 25-13, 19-25, 20-25, 18-25        |
| 13-10          | Cisano - M&G                      | 1-3 | 26-24, 23-25, 22-25, 22-25        |
| 14-10          | Pag Taviano - Materdomini         | 2-3 | 25-22, 25-17, 22-25, 21-25, 15-17 |
| 14-10          | Volley Catania - Prata            | 3-0 | 25-13, 25-18, 25-18               |

| Seconda giornata |                                  |     |                                   |
|                  |                                  |     |                                   |
| 21-10            | Olimpia Bergamo - New Real Gioia | 3-1 | 25-18, 25-22, 19-25, 25-22        |
| 21-10            | M&G - Impavida Ortona            | 3-0 | 25-16, 25-17, 25-19               |
| 21-10            | Materdomini - Libertas Brianza   | 3-1 | 27-29, 25-19, 25-18, 25-22        |
| 20-10            | Club Italia - Pag Taviano        | 3-2 | 27-25, 25-18, 24-26, 23-25, 15-10 |
| 20-10            | Prata - Tuscania                 | 3-1 | 28-26, 25-18, 18-25, 25-22        |
| 21-10            | Cuneo - Cisano                   | 3-1 | 25-20, 25-18, 24-26, 25-20        |
| 20-10            | You Energy - Volley Catania      | 3-0 | 25-14, 25-23, 25-17               |

| Terza giornata |                               |     |                                   |
|                |                               |     |                                   |
| 28-10          | Tuscania - Materdomini        | 2-3 | 25-27, 24-26, 25-21, 25-23, 11-15 |
| 28-10          | M&G - You Energy              | 2-3 | 25-20, 17-25, 25-20, 15-25, 11-15 |
| 28-10          | New Real Gioia - Prata        | 3-0 | 25-22, 25-17, 25-23               |
| 27-10          | Club Italia - Olimpia Bergamo | 2-3 | 25-23, 14-25, 19-25, 28-26, 11-15 |
| 28-10          | Cisano - Libertas Brianza     | 2-3 | 31-29, 16-25, 25-21, 22-25, 13-15 |
| 28-10          | Pag Taviano - Impavida Ortona | 1-3 | 25-17, 23-25, 16-25, 20-25        |
| 29-10          | Volley Catania - Cuneo        | 3-1 | 25-18, 25-22, 22-25, 25-21        |

| Quarta giornata |                                   |     |                                   |
|                 |                                   |     |                                   |
| 01-11           | Olimpia Bergamo - Pag Taviano     | 3-0 | 25-22, 25-21, 25-22               |
| 01-11           | Impavida Ortona - Tuscania        | 2-3 | 25-18, 25-15, 20-25, 20-25, 13-15 |
| 01-11           | Libertas Brianza - Volley Catania | 2-3 | 25-17, 25-20, 35-37, 22-25, 11-15 |
| 01-11           | Materdomini - Cisano              | 3-2 | 25-20, 20-25, 25-15, 22-25, 15-10 |
| 01-11           | Prata - Club Italia               | 2-3 | 25-19, 23-25, 25-23, 22-25, 14-16 |
| 01-11           | Cuneo - M&G                       | 0-3 | 20-25, 16-25, 25-27               |
| 01-11           | You Energy - New Real Gioia       | 1-3 | 24-26, 28-26, 21-25, 17-25        |

| Quinta giornata |                                  |     |                                  |
|                 |                                  |     |                                  |
| 04-11           | Tuscania - Libertas Brianza      | 0-3 | 23-25, 22-25, 22-25              |
| 04-11           | M&G - Prata                      | 3-0 | 25-21, 25-11, 26-24              |
| 04-11           | New Real Gioia - Impavida Ortona | 3-1 | 21-25, 25-23, 25-23, 25-16       |
| 04-11           | Club Italia - Materdomini        | 2-3 | 25-20, 23-25, 25-17, 21-25, 8-15 |
| 04-11           | Cisano - You Energy              | 0-3 | 18-25, 19-25, 20-25              |
| 04-11           | Pag Taviano - Cuneo              | 2-3 | 25-23, 23-25, 25-18, 25-27, 9-15 |
| 04-11           | Volley Catania - Olimpia Bergamo | 1-3 | 25-19, 21-25, 23-25, 14-25       |

| Sesta giornata |                                   |     |                                   |
|                |                                   |     |                                   |
| 09-11          | Olimpia Bergamo - Tuscania        | 3-1 | 25-15, 25-19, 23-25, 25-15        |
| 10-11          | Impavida Ortona - Volley Catania  | 3-2 | 25-23, 24-26, 27-29, 25-18, 15-6  |
| 11-11          | Libertas Brianza - New Real Gioia | 3-0 | 25-21, 25-20, 25-19               |
| 11-11          | Materdomini - M&G                 | 2-3 | 25-21, 19-25, 28-26, 22-25, 11-15 |
| 10-11          | Prata - Cisano                    | 2-3 | 18-25, 28-30, 25-21, 25-22, 13-15 |
| 11-11          | Cuneo - Club Italia               | 3-2 | 16-25, 25-22, 25-22, 18-25, 15-10 |
| 10-11          | You Energy - Pag Taviano          | 3-0 | 25-18, 25-15, 25-21               |

| Settima giornata |                                    |     |                                   |
|                  |                                    |     |                                   |
| 18-11            | Tuscania - You Energy              | 0-3 | 24-26, 20-25, 17-25               |
| 18-11            | M&G - Olimpia Bergamo              | 1-3 | 27-25, 20-25, 31-33, 23-25        |
| 18-11            | Impavida Ortona - Libertas Brianza | 3-1 | 19-25, 25-20, 25-20, 25-15        |
| 18-11            | Materdomini - Cuneo                | 3-1 | 25-19, 25-21, 22-25, 25-22        |
| 18-11            | Cisano - Club Italia               | 2-3 | 20-25, 25-21, 25-23, 23-25, 11-15 |
| 18-11            | Pag Taviano - Prata                | 3-1 | 25-22, 25-21, 23-25, 25-16        |
| 18-11            | Volley Catania - New Real Gioia    | 3-1 | 25-22, 26-24, 19-25, 25-23        |

| Ottava giornata |                                |     |                                   |
|                 |                                |     |                                   |
| 24-11           | Olimpia Bergamo - Materdomini  | 3-0 | 25-22, 25-20, 25-21               |
| 25-11           | Tuscania - Pag Taviano         | 3-1 | 24-26, 25-21, 25-18, 25-20        |
| 25-11           | New Real Gioia - M&G           | 1-3 | 25-22, 20-25, 27-29, 25-27        |
| 24-11           | Club Italia - Libertas Brianza | 3-1 | 25-21, 19-25, 25-15, 26-24        |
| 25-11           | Volley Catania - Cisano        | 3-0 | 25-19, 25-23, 25-21               |
| 25-11           | Cuneo - Prata                  | 1-3 | 25-23, 14-25, 21-25, 26-28        |
| 25-11           | You Energy - Impavida Ortona   | 3-2 | 25-19, 25-20, 15-25, 21-25, 15-12 |

| Nona giornata |                                    |     |                                   |
|               |                                    |     |                                   |
| 01-12         | M&G - Volley Catania               | 3-1 | 25-17, 20-25, 25-18, 25-18        |
| 02-12         | New Real Gioia - Pag Taviano       | 3-2 | 21-25, 25-21, 22-25, 25-14, 17-15 |
| 02-12         | Impavida Ortona - Cuneo            | 3-1 | 25-20, 24-26, 25-20, 25-23        |
| 02-12         | Libertas Brianza - Olimpia Bergamo | 1-3 | 22-25, 25-20, 20-25, 23-25        |
| 01-12         | Prata - Materdomini                | 2-3 | 13-25, 25-18, 25-23, 21-25, 11-15 |
| 02-12         | Cisano - Tuscania                  | 3-0 | 25-21, 25-23, 25-21               |
| 02-12         | You Energy - Club Italia           | 3-0 | 25-20, 25-17, 25-21               |

| Decima giornata |                              |     |                                   |
|                 |                              |     |                                   |
| 08-12           | Tuscania - New Real Gioia    | 0-3 | 16-25, 23-25, 21-25               |
| 09-12           | Materdomini - You Energy     | 3-2 | 19-25, 21-25, 25-19, 25-22, 15-11 |
| 08-12           | Club Italia - Volley Catania | 1-3 | 23-25, 21-25, 25-19, 22-25        |
| 08-12           | Prata - Olimpia Bergamo      | 0-3 | 27-29, 18-25, 22-25               |
| 09-12           | Cisano - Impavida Ortona     | 1-3 | 20-25, 25-21, 19-25, 21-25        |
| 09-12           | Pag Taviano - M&G            | 3-0 | 25-16, 25-22, 25-22               |
| 09-12           | Cuneo - Libertas Brianza     | 0-3 | 22-25, 23-25, 18-25               |

| Undicesima giornata |                                |     |                                   |
|                     |                                |     |                                   |
| 16-12               | Olimpia Bergamo - Cuneo        | 3-0 | 25-21, 25-23, 31-29               |
| 16-12               | M&G - Club Italia              | 2-3 | 22-25, 25-21, 22-25, 25-19, 14-16 |
| 16-12               | New Real Gioia - Cisano        | 3-1 | 25-20, 25-17, 23-25, 25-19        |
| 16-12               | Impavida Ortona - Materdomini  | 3-1 | 25-20, 25-21, 19-25, 25-18        |
| 16-12               | Libertas Brianza - Pag Taviano | 3-0 | 25-21, 25-19, 25-13               |
| 16-12               | Volley Catania - Tuscania      | 3-1 | 19-25, 25-20, 25-21, 25-18        |
| 16-12               | You Energy - Prata             | 3-0 | 25-20, 25-18, 25-14               |

| Dodicesima giornata |                              |     |                            |
|                     |                              |     |                            |
| 23-12               | Olimpia Bergamo - You Energy | 1-3 | 17-25, 22-25, 25-12, 22-25 |
| 23-12               | M&G - Libertas Brianza       | 1-3 | 21-25, 25-15, 20-25, 18-25 |
| 23-12               | Materdomini - Volley Catania | 1-3 | 25-13, 23-25, 26-28, 20-25 |
| 22-12               | Club Italia - New Real Gioia | 3-1 | 25-22, 25-21, 20-25, 25-16 |
| 22-12               | Prata - Impavida Ortona      | 1-3 | 25-23, 22-25, 20-25, 17-25 |
| 23-12               | Pag Taviano - Cisano         | 3-1 | 22-25, 25-19, 25-18, 30-28 |
| 23-12               | Cuneo - Tuscania             | 3-0 | 25-21, 25-18, 27-25        |

| Tredicesima giornata |                               |     |                                   |
|                      |                               |     |                                   |
| 26-12                | Tuscania - M&G                | 0-3 | 22-25, 22-25, 14-25               |
| 26-12                | New Real Gioia - Materdomini  | 3-2 | 25-18, 23-25, 20-25, 25-17, 15-5  |
| 26-12                | Impavida Ortona - Club Italia | 3-1 | 25-23, 25-22, 23-25, 25-22        |
| 26-12                | Libertas Brianza - Prata      | 3-0 | 25-21, 25-19, 32-30               |
| 26-12                | Cisano - Olimpia Bergamo      | 1-3 | 25-21, 15-25, 18-25, 18-25        |
| 26-12                | Volley Catania - Pag Taviano  | 3-2 | 25-27, 16-25, 25-20, 25-20, 15-10 |
| 26-12                | You Energy - Cuneo            | 3-0 | 25-20, 25-15, 25-23               |

| Quattordicesima giornata |                                   |     |                                   |
|                          |                                   |     |                                   |
| 29-12                    | Club Italia - Tuscania            | 3-1 | 29-27, 25-21, 26-28, 26-24        |
| 30-12                    | Cuneo - New Real Gioia            | 0-3 | 12-25, 21-25, 21-25               |
| 30-12                    | Olimpia Bergamo - Impavida Ortona | 3-0 | 25-21, 25-19, 25-22               |
| 30-12                    | You Energy - Libertas Brianza     | 3-1 | 23-25, 31-29, 25-22, 25-12        |
| 30-12                    | M&G - Cisano                      | 3-1 | 25-17, 25-17, 24-26, 25-14        |
| 30-12                    | Materdomini - Pag Taviano         | 3-0 | 25-15, 25-21, 25-22               |
| 29-12                    | Prata - Volley Catania            | 2-3 | 25-27, 22-25, 25-18, 25-20, 10-15 |

| Quindicesima giornata |                                  |     |                                   |
|                       |                                  |     |                                   |
| 30-01                 | New Real Gioia - Olimpia Bergamo | 3-0 | 25-17, 25-18, 25-15               |
| 06-01                 | Impavida Ortona - M&G            | 3-2 | 31-29, 21-25, 25-20, 21-25, 15-13 |
| 06-01                 | Libertas Brianza - Materdomini   | 3-2 | 18-25, 25-20, 30-32, 25-19, 17-15 |
| 05-01                 | Pag Taviano - Club Italia        | 2-3 | 25-19, 22-25, 27-25, 19-25, 14-16 |
| 06-01                 | Tuscania - Prata                 | 2-3 | 19-25, 25-17, 25-19, 13-25, 13-15 |
| 06-01                 | Cisano - Cuneo                   | 3-2 | 25-20, 22-25, 24-26, 25-21, 15-12 |
| 06-01                 | Volley Catania - You Energy      | 2-3 | 25-23, 18-25, 20-25, 28-26, 11-15 |

| Sedicesima giornata |                               |     |                                   |
|                     |                               |     |                                   |
| 13-01               | Materdomini - Tuscania        | 3-0 | 25-21, 25-20, 25-21               |
| 13-01               | You Energy - M&G              | 3-1 | 25-14, 25-21, 22-25, 25-21        |
| 12-01               | Prata - New Real Gioia        | 3-2 | 16-25, 25-20, 25-17, 24-26, 15-13 |
| 11-01               | Olimpia Bergamo - Club Italia | 3-0 | 25-12, 25-12, 25-22               |
| 13-01               | Libertas Brianza - Cisano     | 3-0 | 25-22, 25-23, 25-21               |
| 13-01               | Impavida Ortona - Pag Taviano | 3-0 | 25-22, 25-20, 25-17               |
| 13-01               | Cuneo - Volley Catania        | 3-1 | 25-22, 25-27, 25-23, 25-22        |

| Diciassettesima giornata |                                   |     |                                   |
|                          |                                   |     |                                   |
| 20-01                    | Pag Taviano - Olimpia Bergamo     | 2-3 | 21-25, 25-20, 21-25, 25-19, 11-15 |
| 20-01                    | Tuscania - Impavida Ortona        | 1-3 | 25-21, 21-25, 20-25, 21-25        |
| 20-01                    | Volley Catania - Libertas Brianza | 1-3 | 21-25, 14-25, 25-14, 23-25        |
| 20-01                    | Cisano - Materdomini              | 3-2 | 22-25, 25-21, 15-25, 25-20, 15-10 |
| 19-01                    | Club Italia - Prata               | 1-3 | 25-18, 19-25, 27-29, 19-25        |
| 20-01                    | M&G - Cuneo                       | 3-0 | 25-23, 25-18, 25-21               |
| 20-01                    | New Real Gioia - You Energy       | 0-3 | 21-25, 16-25, 23-25               |

| Diciottesima giornata |                                  |     |                                   |
|                       |                                  |     |                                   |
| 27-01                 | Libertas Brianza - Tuscania      | 3-0 | 25-19, 25-21, 25-18               |
| 26-01                 | Prata - M&G                      | 3-2 | 25-22, 13-25, 15-25, 25-19, 15-11 |
| 27-01                 | Impavida Ortona - New Real Gioia | 3-1 | 25-20, 20-25, 25-15, 25-23        |
| 26-01                 | Materdomini - Club Italia        | 3-0 | 25-19, 25-16, 25-14               |
| 27-01                 | You Energy - Cisano              | 3-0 | 25-16, 25-20, 25-23               |
| 26-01                 | Cuneo - Pag Taviano              | 3-1 | 22-25, 25-23, 25-22, 25-19        |
| 27-01                 | Olimpia Bergamo - Volley Catania | 3-2 | 23-25, 26-28, 25-22, 25-20, 15-9  |

| Diciannovesima giornata |                                   |     |                                   |
|                         |                                   |     |                                   |
| 03-02                   | Tuscania - Olimpia Bergamo        | 3-0 | 25-18, 25-22, 25-18               |
| 03-02                   | Volley Catania - Impavida Ortona  | 0-3 | 17-25, 22-25, 20-25               |
| 03-02                   | New Real Gioia - Libertas Brianza | 3-0 | 25-20, 25-22, 25-17               |
| 03-02                   | M&G - Materdomini                 | 0-3 | 22-25, 20-25, 23-25               |
| 03-02                   | Cisano - Prata                    | 2-3 | 23-25, 20-25, 25-18, 25-18, 13-15 |
| 02-02                   | Club Italia - Cuneo               | 2-3 | 25-21, 25-23, 20-25, 28-30, 10-15 |
| 03-02                   | Pag Taviano - You Energy          | 1-3 | 25-27, 23-25, 25-22, 20-25        |

| Ventesima giornata |                                    |     |                                  |
|                    |                                    |     |                                  |
| 17-02              | You Energy - Tuscania              | 3-0 | 25-21, 25-21, 25-20              |
| 13-02              | Olimpia Bergamo - M&G              | 3-0 | 28-26, 27-25, 25-20              |
| 17-02              | Libertas Brianza - Impavida Ortona | 3-0 | 33-31, 25-19, 25-21              |
| 16-02              | Cuneo - Materdomini                | 1-3 | 20-25, 25-20, 17-25, 17-25       |
| 16-02              | Club Italia - Cisano               | 3-1 | 25-21, 25-23, 22-25, 25-22       |
| 16-02              | Prata - Pag Taviano                | 3-2 | 20-25, 19-25, 25-18, 25-21, 15-8 |
| 17-02              | New Real Gioia - Volley Catania    | 3-0 | 25-21, 25-20, 25-20              |

| Ventunesima giornata |                                |     |                            |
|                      |                                |     |                            |
| 24-02                | Materdomini - Olimpia Bergamo  | 3-1 | 14-25, 25-23, 25-23, 27-25 |
| 24-02                | Pag Taviano - Tuscania         | 3-1 | 19-25, 25-23, 25-20, 25-19 |
| 24-02                | M&G - New Real Gioia           | 1-3 | 21-25, 28-26, 24-26, 22-25 |
| 24-02                | Libertas Brianza - Club Italia | 3-1 | 25-21, 20-25, 25-17, 25-23 |
| 23-02                | Cisano - Volley Catania        | 1-3 | 25-17, 19-25, 18-25, 20-25 |
| 23-02                | Prata - Cuneo                  | 0-3 | 21-25, 23-25, 22-25        |
| 24-02                | Impavida Ortona - You Energy   | 1-3 | 13-25, 25-20, 15-25, 19-25 |

| Ventiduesima giornata |                                    |     |                                   |
|                       |                                    |     |                                   |
| 03-03                 | Volley Catania - M&G               | 1-3 | 20-25, 25-22, 22-25, 26-28        |
| 03-03                 | Pag Taviano - New Real Gioia       | 2-3 | 23-25, 25-20, 27-25, 23-25, 9-15  |
| 02-03                 | Cuneo - Impavida Ortona            | 3-0 | 25-18, 25-19, 25-23               |
| 02-03                 | Olimpia Bergamo - Libertas Brianza | 3-0 | 25-22, 25-22, 25-23               |
| 03-03                 | Materdomini - Prata                | 3-2 | 25-16, 32-30, 23-25, 22-25, 15-10 |
| 03-03                 | Tuscania - Cisano                  | 3-2 | 23-25, 27-29, 25-16, 25-23, 15-11 |
| 02-03                 | Club Italia - You Energy           | 0-3 | 19-25, 22-25, 24-26               |

| Ventitreesima giornata |                              |     |                                   |
|                        |                              |     |                                   |
| 10-03                  | New Real Gioia - Tuscania    | 3-1 | 25-19, 25-22, 21-25, 25-19        |
| 10-03                  | You Energy - Materdomini     | 2-3 | 20-25, 25-18, 25-22, 20-25, 11-15 |
| 09-03                  | Volley Catania - Club Italia | 3-0 | 25-21, 25-23, 25-22               |
| 09-03                  | Olimpia Bergamo - Prata      | 3-0 | 25-18, 25-15, 25-20               |
| 10-03                  | Impavida Ortona - Cisano     | 3-1 | 18-25, 25-23, 25-21, 25-17        |
| 10-03                  | M&G - Pag Taviano            | 3-0 | 25-15, 25-17, 25-19               |
| 09-03                  | Libertas Brianza - Cuneo     | 3-0 | 25-15, 25-21, 25-21               |

| Ventiquattresima giornata |                                |     |                                   |
|                           |                                |     |                                   |
| 17-03                     | Cuneo - Olimpia Bergamo        | 3-0 | 25-21, 25-20, 25-22               |
| 16-03                     | Club Italia - M&G              | 1-3 | 22-25, 21-25, 25-17, 23-25        |
| 17-03                     | Cisano - New Real Gioia        | 3-2 | 25-23, 19-25, 18-25, 25-20, 15-9  |
| 17-03                     | Materdomini - Impavida Ortona  | 3-1 | 23-25, 25-21, 25-14, 25-17        |
| 17-03                     | Pag Taviano - Libertas Brianza | 0-3 | 21-25, 23-25, 19-25               |
| 17-03                     | Tuscania - Volley Catania      | 2-3 | 23-25, 18-25, 25-15, 25-23, 13-15 |
| 16-03                     | Prata - You Energy             | 1-3 | 18-25, 25-22, 25-27, 19-25        |

| Venticinquesima giornata |                              |     |                                   |
|                          |                              |     |                                   |
| 24-03                    | You Energy - Olimpia Bergamo | 3-0 | 25-17, 25-20, 25-19               |
| 24-03                    | Libertas Brianza - M&G       | 3-1 | 25-19, 21-25, 25-20, 25-22        |
| 24-03                    | Volley Catania - Materdomini | 0-3 | 18-25, 19-25, 11-25               |
| 23-03                    | New Real Gioia - Club Italia | 3-2 | 23-25, 23-25, 25-19, 25-23, 15-13 |
| 24-03                    | Impavida Ortona - Prata      | 3-0 | 25-15, 25-22, 25-17               |
| 24-03                    | Cisano - Pag Taviano         | 3-0 | 30-28, 25-21, 26-24               |
| 23-03                    | Tuscania - Cuneo             | 2-3 | 25-19, 25-21, 22-25, 19-25, 13-15 |

| Ventiseiesima giornata |                               |     |                                   |
|                        |                               |     |                                   |
| 31-03                  | M&G - Tuscania                | 3-1 | 25-17, 22-25, 25-22, 25-15        |
| 31-03                  | Materdomini - New Real Gioia  | 1-3 | 25-20, 18-25, 18-25, 22-25        |
| 31-03                  | Club Italia - Impavida Ortona | 1-3 | 20-25, 25-19, 20-25, 19-25        |
| 31-03                  | Prata - Libertas Brianza      | 0-3 | 13-25, 24-26, 22-25               |
| 31-03                  | Olimpia Bergamo - Cisano      | 3-0 | 27-25, 25-20, 25-20               |
| 31-03                  | Pag Taviano - Volley Catania  | 3-2 | 20-25, 25-22, 23-25, 25-20, 15-11 |
| 31-03                  | Cuneo - You Energy            | 3-0 | 25-23, 28-26, 25-16               |

##### Classifica
| Pos. | Squadra          | Pt | G  | V  | P  | SV | SP | Ratio | PF    | PS    | Ratio |
| ---- | ---------------- | -- | -- | -- | -- | -- | -- | ----- | ----- | ----- | ----- |
| 1.   | You Energy       | 65 | 26 | 22 | 4  | 71 | 25 | 2,840 | 2 249 | 1 971 | 1,141 |
| 2.   | Olimpia Bergamo  | 57 | 26 | 20 | 6  | 62 | 30 | 2,067 | 2 168 | 1 983 | 1,093 |
| 3.   | Materdomini      | 50 | 26 | 18 | 8  | 65 | 45 | 1,444 | 2 449 | 2 320 | 1,056 |
| 4.   | Libertas Brianza | 50 | 26 | 17 | 9  | 59 | 35 | 1,686 | 2 198 | 2 086 | 1,054 |
| 5.   | New Real Gioia   | 49 | 26 | 17 | 9  | 60 | 42 | 1,429 | 2 341 | 2 185 | 1,071 |
| 6.   | Impavida Ortona  | 48 | 26 | 16 | 10 | 55 | 45 | 1,222 | 2 246 | 2 195 | 1,023 |
| 7.   | M&G              | 45 | 26 | 14 | 12 | 55 | 45 | 1,222 | 2 308 | 2 190 | 1,054 |
| 8.   | Volley Catania   | 39 | 26 | 13 | 13 | 52 | 53 | 0,981 | 2 280 | 2 370 | 0,962 |
| 9.   | Cuneo            | 33 | 26 | 12 | 14 | 44 | 53 | 0,830 | 2 138 | 2 236 | 0,956 |
| 10.  | Club Italia      | 30 | 26 | 10 | 16 | 46 | 62 | 0,742 | 2 349 | 2 438 | 0,963 |
| 11.  | Prata            | 24 | 26 | 8  | 18 | 37 | 67 | 0,552 | 2 167 | 2 375 | 0,912 |
| 12.  | Pag Taviano      | 23 | 26 | 5  | 21 | 37 | 68 | 0,544 | 2 239 | 2 389 | 0,937 |
| 13.  | Cisano           | 19 | 26 | 6  | 20 | 38 | 68 | 0,559 | 2 252 | 2 449 | 0,920 |
| 14.  | Tuscania         | 14 | 26 | 4  | 22 | 28 | 71 | 0,394 | 2 104 | 2 301 | 0,914 |

      Qualificata ai play-off promozione.
      Qualificata ai play-off.
      Retrocessa in Serie A3.

### Play-off promozione

#### Tabellone
|  | Quarti di finale | Quarti di finale  | Quarti di finale | Quarti di finale | Quarti di finale |     |                 | Semifinali | Semifinali       | Semifinali | Semifinali | Semifinali |  |     | Finale     | Finale          | Finale | Finale | Finale | Finale | Finale |
|  |                  |                   |                  |                  |                  |     |                 |            |                  |            |            |            |  |     |            |                 |        |        |        |        |        |
|  | 1bl              | You Energy        | 1                | 3                | 3                |     |                 |            |                  |            |            |            |  |     |            |                 |        |        |        |        |        |
|  | 1bl              | You Energy        | 1                | 3                | 3                |     |                 |            |                  |            |            |            |  |     |            |                 |        |        |        |        |        |
|  | 4bi              | Atlantide Brescia | 3                | 1                | 0                |     |                 |            |                  |            |            |            |  |     |            |                 |        |        |        |        |        |
|  | 4bi              | Atlantide Brescia | 3                | 1                | 0                |     | 1bl             | You Energy | 3                | 3          |            |            |  |     |            |                 |        |        |        |        |        |
|  |                  |                   |                  |                  |                  |     | 1bl             | You Energy | 3                | 3          |            |            |  |     |            |                 |        |        |        |        |        |
|  |                  |                   |                  |                  |                  |     |                 | 2bi        | Marconi          | 1          | 1          |            |  |     |            |                 |        |        |        |        |        |
|  | 2bi              | Marconi           | 3                | 2                | 3                |     |                 | 2bi        | Marconi          | 1          | 1          |            |  |     |            |                 |        |        |        |        |        |
|  | 2bi              | Marconi           | 3                | 2                | 3                |     |                 |            |                  |            |            |            |  |     |            |                 |        |        |        |        |        |
|  | 3bl              | Materdomini       | 0                | 3                | 0                |     |                 |            |                  |            |            |            |  |     |            |                 |        |        |        |        |        |
|  | 3bl              | Materdomini       | 0                | 3                | 0                |     |                 |            |                  |            |            |            |  | 1bl | You Energy | 3               | 3      | 3      |        |        |        |
|  |                  |                   |                  |                  |                  |     |                 |            |                  |            |            |            |  | 1bl | You Energy | 3               | 3      | 3      |        |        |        |
|  |                  |                   |                  |                  |                  |     |                 |            |                  |            |            |            |  |     | 2bl        | Olimpia Bergamo | 0      | 0      | 2      |        |        |
|  | 2bl              | Olimpia Bergamo   | 3                | 3                |                  |     |                 |            |                  |            |            |            |  |     | 2bl        | Olimpia Bergamo | 0      | 0      | 2      |        |        |
|  | 2bl              | Olimpia Bergamo   | 3                | 3                |                  |     |                 |            |                  |            |            |            |  |     |            |                 |        |        |        |        |        |
|  | 3bi              | Tricolore         | 0                | 1                |                  |     |                 |            |                  |            |            |            |  |     |            |                 |        |        |        |        |        |
|  | 3bi              | Tricolore         | 0                | 1                |                  | 2bl | Olimpia Bergamo | 3          | 2                | 3          |            |            |  |     |            |                 |        |        |        |        |        |
|  |                  |                   |                  |                  |                  | 2bl | Olimpia Bergamo | 3          | 2                | 3          |            |            |  |     |            |                 |        |        |        |        |        |
|  |                  |                   |                  |                  |                  |     |                 | 4bl        | Libertas Brianza | 1          | 3          | 2          |  |     |            |                 |        |        |        |        |        |
|  | 1bi              | Mondovì           | 1                | 0                |                  |     |                 | 4bl        | Libertas Brianza | 1          | 3          | 2          |  |     |            |                 |        |        |        |        |        |
|  | 1bi              | Mondovì           | 1                | 0                |                  |     |                 |            |                  |            |            |            |  |     |            |                 |        |        |        |        |        |
|  | 4bl              | Libertas Brianza  | 3                | 3                |                  |     |                 |            |                  |            |            |            |  |     |            |                 |        |        |        |        |        |
|  | 4bl              | Libertas Brianza  | 3                | 3                |                  |     |                 |            |                  |            |            |            |  |     |            |                 |        |        |        |        |        |

#### Risultati

##### Quarti di finale
| Gara 1 |                                |     |                            |
|        |                                |     |                            |
| 07-04  | You Energy - Atlantide Brescia | 1-3 | 23-25, 17-25, 25-19, 18-25 |
| 07-04  | Marconi - Materdomini          | 3-0 | 25-19, 25-19, 25-19        |
| 07-04  | Olimpia Bergamo - Tricolore    | 3-0 | 25-18, 25-21, 27-25        |
| 07-04  | Mondovì - Libertas Brianza     | 1-3 | 15-25, 18-25, 25-19, 23-25 |

| Gara 2 |                                |     |                                   |
|        |                                |     |                                   |
| 10-04  | Atlantide Brescia - You Energy | 1-3 | 21-25, 23-25, 25-20, 19-25        |
| 10-04  | Materdomini - Marconi          | 3-2 | 25-21, 23-25, 22-25, 25-21, 15-12 |
| 10-04  | Tricolore - Olimpia Bergamo    | 1-3 | 19-25, 19-25, 25-20, 13-25        |
| 10-04  | Libertas Brianza - Mondovì     | 3-0 | 25-17, 25-22, 25-23               |

| Gara 3 |                                |     |                     |
|        |                                |     |                     |
| 14-04  | You Energy - Atlantide Brescia | 3-0 | 31-29, 25-16, 25-19 |
| 14-04  | Marconi - Materdomini          | 3-0 | 25-22, 34-32, 25-19 |

##### Semifinali
| Gara 1 |                                    |     |                            |
|        |                                    |     |                            |
| 18-04  | You Energy - Marconi               | 3-1 | 26-28, 25-18, 25-20, 25-22 |
| 18-04  | Olimpia Bergamo - Libertas Brianza | 3-1 | 24-26, 25-22, 25-22, 25-22 |

| Gara 2 |                                    |     |                                   |
|        |                                    |     |                                   |
| 22-04  | Marconi - You Energy               | 1-3 | 25-19, 21-25, 24-26, 24-26        |
| 22-04  | Libertas Brianza - Olimpia Bergamo | 3-2 | 25-23, 14-25, 25-22, 23-25, 15-12 |

| Gara 3 |                                    |     |                                   |
|        |                                    |     |                                   |
| 25-04  | Olimpia Bergamo - Libertas Brianza | 3-2 | 25-12, 29-31, 25-20, 28-30, 16-14 |

##### Finale
| Gara 1 |                              |     |                     |
|        |                              |     |                     |
| 28-04  | You Energy - Olimpia Bergamo | 3-0 | 25-16, 25-22, 25-22 |

| Gara 2 |                              |     |                     |
|        |                              |     |                     |
| 01-05  | Olimpia Bergamo - You Energy | 0-3 | 15-25, 19-25, 23-25 |

| Gara 3 |                              |     |                                   |
|        |                              |     |                                   |
| 04-05  | You Energy - Olimpia Bergamo | 3-2 | 23-25, 25-22, 24-26, 25-20, 15-13 |

### Play-off

#### Risultati

##### Ottavi di finale
| Gara 1 |                              |     |                                   |
|        |                              |     |                                   |
| 07-04  | Rinascita Lagonegro - Cisano | 3-2 | 19-25, 25-18, 25-18, 20-25, 15-11 |
| 05-04  | Volley Catania - Macerata    | 0-3 | 20-25, 21-25, 22-25               |
| 07-04  | Impavida Ortona - APD Roma   | 3-2 | 22-25, 25-23, 22-25, 25-20, 15-3  |
| 07-04  | Massa - Prata                | 3-0 | 34-32, 25-15, 25-19               |
| 07-04  | New Real Gioia - Alessano    | 3-2 | 25-21, 25-21, 22-25, 23-25, 15-8  |
| 07-04  | Lupi Santa Croce - Cuneo     | 3-1 | 25-22, 25-22, 21-25, 25-23        |
| 07-04  | Potentino - Pag Taviano      | 3-0 | 25-21, 25-18, 25-23               |
| 07-04  | M&G - Leverano               | 3-0 | 27-25, 25-18, 25-21               |

| Gara 2 |                              |     |                                   |
|        |                              |     |                                   |
| 10-04  | Cisano - Rinascita Lagonegro | 2-3 | 25-7, 22-25, 22-25, 25-18, 9-15   |
| 10-04  | Macerata - Volley Catania    | 3-0 | 25-22, 25-17, 29-27               |
| 10-04  | APD Roma - Impavida Ortona   | 3-0 | 25-18, 25-19, 25-15               |
| 10-04  | Prata - Massa                | 0-3 | 23-25, 20-25, 23-25               |
| 10-04  | Alessano - New Real Gioia    | 3-2 | 18-25, 13-25, 25-23, 25-17, 15-12 |
| 10-04  | Cuneo - Lupi Santa Croce     | 0-3 | 20-25, 18-25, 18-25               |
| 10-04  | Pag Taviano - Potentino      | 3-1 | 22-25, 25-20, 25-20, 25-22        |
| 11-04  | Leverano - M&G               | 0-3 | 18-25, 19-25, 20-25               |

| Gara 3 |                            |     |                            |
|        |                            |     |                            |
| 14-04  | Impavida Ortona - APD Roma | 3-1 | 20-25, 25-17, 25-21, 25-16 |
| 14-04  | New Real Gioia - Alessano  | 3-0 | 25-18, 25-19, 25-16        |
| 14-04  | Potentino - Pag Taviano    | 3-0 | 25-18, 25-17, 25-19        |

##### Quarti di finale
| Gara 1 |                                   |     |                                   |
|        |                                   |     |                                   |
| 18-04  | Rinascita Lagonegro - Macerata    | 3-2 | 25-19, 20-25, 25-16, 21-25, 15-11 |
| 18-04  | Impavida Ortona - Massa           | 0-3 | 22-25, 24-26, 19-25               |
| 18-04  | New Real Gioia - Lupi Santa Croce | 3-0 | 25-20, 25-19, 27-25               |
| 18-04  | Potentino - M&G                   | 3-1 | 25-23, 25-19, 18-25, 25-22        |

| Gara 2 |                                   |     |                                   |
|        |                                   |     |                                   |
| 22-04  | Macerata - Rinascita Lagonegro    | 2-3 | 25-17, 22-25, 25-19, 16-25, 12-15 |
| 22-04  | Massa - Impavida Ortona           | 3-2 | 25-14, 25-19, 21-25, 22-25, 16-14 |
| 22-04  | Lupi Santa Croce - New Real Gioia | 3-1 | 25-22, 19-25, 29-27, 25-22        |
| 22-04  | M&G - Potentino                   | 2-3 | 13-25, 24-26, 25-14, 25-20, 10-15 |

| Gara 3 |                                   |     |                                   |
|        |                                   |     |                                   |
| 25-04  | New Real Gioia - Lupi Santa Croce | 2-3 | 25-18, 21-25, 25-20, 24-26, 13-15 |

##### Semifinali
| Gara 1 |                              |     |                            |
|        |                              |     |                            |
| 28-04  | Rinascita Lagonegro - Massa  | 3-0 | 25-22, 25-17, 25-20        |
| 28-04  | Potentino - Lupi Santa Croce | 1-3 | 19-25, 25-21, 13-25, 25-27 |

| Gara 2 |                              |     |                                  |
|        |                              |     |                                  |
| 01-05  | Massa - Rinascita Lagonegro  | 3-2 | 20-25, 25-16, 20-25, 25-20, 15-9 |
| 01-05  | Lupi Santa Croce - Potentino | 3-0 | 25-16, 25-21, 25-21              |

| Gara 3 |                             |     |                            |
|        |                             |     |                            |
| 05-05  | Rinascita Lagonegro - Massa | 1-3 | 21-25, 25-21, 23-25, 22-25 |

## Verdetti

### Squadre promosse
- You Energy

### Squadre retrocesse
- APD Roma
- Alessano
- Cisano
- Cuneo
- Impavida Ortona
- Leverano
- M&G
- Macerata
- New Real Gioia
- Pag Taviano
- Potentino
- Prata
- Rinascita Lagonegro
- Top Volley Lamezia
- Tuscania
- Volley Catania

## Premi individuali
| Premio                 | Nome              | Squadra          |
| ---------------------- | ----------------- | ---------------- |
| Miglior allenatore     | Massimo Botti     | You Energy       |
| Miglior Under-23       | Yuri Romanò       | Olimpia Bergamo  |
| Miglior pubblico       | -                 | You Energy       |
| Miglior arbitro        | Giuseppe Curto    | -                |
| Miglior realizzatore   | Igor' Tjurin      | Macerata         |
| Miglior addetto stampa | Francesca Molteni | Libertas Brianza |

## Statistiche
| Rendimento individuale | Rendimento individuale | Rendimento individuale | Rendimento individuale |
| Pos.                   | Nome                   | Punti                  | Squadra                |
| ---------------------- | ---------------------- | ---------------------- | ---------------------- |
| 1                      | Igor' Tjurin           | 603                    | Macerata               |
| 2                      | Roberto Cazzaniga      | 567                    | Materdomini            |
| 3                      | Christoph Marks        | 538                    | Impavida Ortona        |
| 4                      | Andrea Santangelo      | 528                    | Libertas Brianza       |
| 5                      | Wagner da Silva        | 498                    | Lupi Santa Croce       |
| 6                      | Williams Padura        | 495                    | Marconi                |
| 7                      | Marvin Prolingheuer    | 469                    | New Real Gioia         |
| 8                      | Giacomo Bellei         | 462                    | Tricolore              |
| 9                      | Fabio Bisi             | 443                    | Atlantide Brescia      |
| 10                     | Dušan Bonačić          | 440                    | Volley Catania         |

| Attacchi vincenti | Attacchi vincenti   | Attacchi vincenti | Attacchi vincenti |
| Pos.              | Nome                | Punti             | Squadra           |
| ----------------- | ------------------- | ----------------- | ----------------- |
| 1                 | Igor' Tjurin        | 530               | Macerata          |
| 2                 | Roberto Cazzaniga   | 473               | Materdomini       |
| 3                 | Christoph Marks     | 454               | Impavida Ortona   |
| 4                 | Andrea Santangelo   | 443               | Libertas Brianza  |
| 5                 | Williams Padura     | 419               | Marconi           |
| 6                 | Wagner da Silva     | 418               | Lupi Santa Croce  |
| 7                 | Fabio Bisi          | 395               | Atlantide Brescia |
| 8                 | Giacomo Bellei      | 388               | Tricolore         |
| 9                 | Matteo Paoletti     | 377               | Potentino         |
| 10                | Marvin Prolingheuer | 373               | New Real Gioia    |

| Muri vincenti | Muri vincenti      | Muri vincenti | Muri vincenti   |
| Pos.          | Nome               | Punti         | Squadra         |
| ------------- | ------------------ | ------------- | --------------- |
| 1             | Matteo Bortolozzo  | 88            | Prata           |
| 2             | Gianluca Piccinini | 87            | Cisano          |
| 3             | Jacopo Larizza     | 76            | Potentino       |
| 4             | Alex Erati         | 75            | Olimpia Bergamo |
| 5             | Lorenzo Milesi     | 72            | Cisano          |
| 6             | Antonio Cargioli   | 71            | Olimpia Bergamo |
| 7             | Marco Cubito       | 70            | M&G             |
| 8             | Paolo Bonola       | 69            | Pag Taviano     |
| 9             | Michael Menicali   | 63            | Impavida Ortona |
| 9             | Giovanni Gargiulo  | 63            | Materdomini     |
| 9             | Stefano Patriarca  | 63            | Materdomini     |

| Battute vincenti | Battute vincenti    | Battute vincenti | Battute vincenti |
| Pos.             | Nome                | Punti            | Squadra          |
| ---------------- | ------------------- | ---------------- | ---------------- |
| 1                | Roberto Cazzaniga   | 49               | Materdomini      |
| 2                | Samuel Onwuelo      | 45               | Alessano         |
| 3                | Wagner da Silva     | 44               | Lupi Santa Croce |
| 4                | Paolo Zonca         | 43               | Massa            |
| 5                | Marco Fabroni       | 41               | Tricolore        |
| 6                | Alberto Baldazzi    | 39               | Cisano           |
| 6                | Andrea Santangelo   | 39               | Libertas Brianza |
| 6                | Marvin Prolingheuer | 39               | New Real Gioia   |
| 9                | Yuri Romanò         | 38               | Olimpia Bergamo  |
| 9                | Igor' Tjurin        | 38               | Macerata         |

NB: I dati sono riferiti alla sola regular season.